# جاكسون وودز
جاكسون وودز (بالإنجليزية: Jackson Woods) (مواليد 1 فبراير 1993) هو ملاكم أسترالي، مثّل بلاده في الألعاب الأولمبية الصيفية 2012.

## روابط خارجية
جاكسون وودز على موقع أوليمبيديا (الإنجليزية)
- جاكسون وودز على موقع اللجنة الأولمبية الأسترالية (الإنجليزية)
- جاكسون وودز على موقع اتحاد ألعاب الكومنولث (مؤرشف) (الإنجليزية)